# Suchkind 312 (2007)
Suchkind 312 ist ein Filmdrama aus dem Jahr 2007. Gabi Kubach führte Regie bei dem auf dem gleichnamigen, 1955 erschienenen Fortsetzungsroman von Hans-Ulrich Horster (Pseudonym von Eduard Rhein) beruhenden Fernsehfilm. Die Hauptrollen sind mit Christine Neubauer, Timothy Peach und Oliver Stritzel besetzt.
Der Roman wurde 1955 mit dem Titel Suchkind 312 erstmals verfilmt. Unter der Regie von Gustav Machatý spielten seinerzeit Inge Egger, Alexander Kerst und Paul Klinger die Hauptrollen.

## Handlung
Deutschland in der Nachkriegszeit: Nach einer entbehrungsreichen Zeit hat Ursula geheiratet, ohne ihrem Mann Richard zu sagen, dass sie bereits einmal verlobt war und ein Kind hatte. Sie geht davon aus, dass dessen Vater, Achim Lenau, in Russland gefallen ist. Ihre Tochter Martina hat sie während der Flucht aus dem Osten verloren und glaubt, dass auch sie tot ist. Inzwischen ist sie Mutter eines Jungen namens Helmut und lebt in gut situierten Verhältnissen. Als sie in einer Illustrierten die Suchanzeige eines Mädchens entdeckt, glaubt sie, ihre Tochter wiederzuerkennen. Sie ist zutiefst erschüttert, hat aber große Angst, ihrem Mann, nachdem sie bisher geschwiegen hat, nun von diesem nichtehelichen Kind zu erzählen. Als sie ihm schließlich doch alles erzählt, übt er Druck auf sie aus, zunächst nichts zu unternehmen, um seine anstehende Beförderung nicht durch einen Skandal zu gefährden. Als Richards Schwester Johanna davon erfährt, überredet sie ihn dazu, das in einem Heim lebende Mädchen zu adoptieren. Da außerdem eine weitere Frau, die wohlhabende Ulla Krawinke, behauptet, die Mutter von Martina zu sein, muss der Fall vor Gericht entschieden werden. Der totgeglaubte Achim ist inzwischen aus sowjetischer Kriegsgefangenschaft zurückkehrt, das wird zu einer weiteren Belastung für Ursulas Ehe.
Martina wird vor Gericht der Mutter zugesprochen, die das Mädchen aber sogleich an den Vater weitergibt, um ihre Ehe und die Beförderung ihres Ehemannes nicht zu gefährden. Letztlich scheitert die Ehe dennoch. Richard Gothe entzieht Ursula ihren kleinen Sohn Helmut. Als es zum Streit zwischen den Eheleuten kommt, wird Ursula bei einem Treppensturz, der von Richard allerdings nicht gewollt war, schwer verletzt. Im Krankenhaus kommt Richard Gothe zur Einsicht und gibt sowohl seine Ehefrau als auch sein Kind frei und Ursula, Achim, Martina und Helmut damit die Möglichkeit, zu einer Familie zu werden.
Die Haupthandlung spielt in der Wohlstandsgesellschaft der Bundesrepublik Deutschland der 1950er Jahre. Der Film wurde allerdings in Berlin und Brandenburg gedreht.

## Kritiken
Das Lexikon des internationalen Films sprach von einem „(Fernseh-)Melodram als Remake eines seiner Entstehungszeit verpflichteten melodramatischen Kinofilms aus dem Jahr 1955, das seine Vorlage, einen sentimentalen Illustriertenroman, nicht leugnen“ könne. Weiter hieß es: „Was in den Aufbau- und Wirtschaftswunderjahren als Unterhaltung seine Berechtigung haben mochte, klingt heute eher antiquiert.“
kino.de war der Ansicht, dass diese Story „wie ein ‚Groschenroman‘ kling[e]“, wovon „nicht nur der gebeutelte Gatte der fassungslosen Mutter überzeugt [sei], sondern mit fortschreitender Geschichte auch der Zuschauer“. Schon bei der Kinoverfilmung 1955 sei „ein (inszeniertes) Melodram mit (realem) Lebensdrama“ einhergegangen und die Produktionsfirma Ziegler Film habe „sich redlich bemüht, im Jahr 2007 beiden Ansprüchen gerecht zu werden“. Erfreulich sei, „dass die Degeto-Vorzeigefrau Christine Neubauer hier einmal das Zitterweib spielen“ dürfe.
Tilmann P. Gangloffs Urteil für tittelbach.tv fiel eher negativ aus: „Starker Stoff. Schwächeres Buch. Eine unerträglich agierende Neubauer!“ Ausstatterin Heike Bauersfeld habe sich „redlich bemüht, die Fünfzigerjahre möglichst authentisch wieder ins Leben zu rufen. Der liebevoll zusammengestellte Gelsenkirchener Barock in der Wohnung von Richard und Ursula Gothe, die Kostüme, die Autos: alles pass[e]. Dass ‚Suchkind 312‘ stellenweise trotzdem beinahe unerträglich [sei], lieg[e] an Christine Neubauer, die selbst banalste Dialogzeilen wie großes Drama deklamier[e] und ohnehin ständig derart dick auftr[age], dass man im Theater auch auf hinteren Plätzen noch peinlich berührt wäre. Mitunter agier[e] Frau Neubauer, als spiele sie nicht für Gabi Kubach, sondern für (Stummfilm-Maestro) F. W. Murnau“.

„Starke Story, viel zu schwaches Drehbuch“